# Рішад Шафі
Рішад Шафі (туркм. Rişad Şafi, справжнє ім'я — Рішад Олексійович Шафієв; 21 липня 1953, Ашхабад, Туркменська ССР, СРСР — 4 листопада 2009, Москва, Росія) — туркменський барабанщик, композитор, постановник шоу і продюсер.